# دون فولمير
دون فولمير (بالإنجليزية: Don Fullmer)‏ مواليد 21 فبراير 1939 في ويست جوردان، يوتا، الولايات المتحدة - الوفاة 28 يناير 2012 في ويست جوردان، كان ملاكم أمريكي صنّف ضمن فئة الوزن المتوسط بدأ مسيرته الاحترافية سنة 1957.

## المسيرة الاحترافية
من نزالاته:
- خسر أمام نينو بنفينوتي (1968/12/14).
- انتصر على بوبو أولسون (1966/11/28).
- خسر أمام نينو بنفينوتي (1966/02/04).

## إحصائيات
خاض خلال مسيرته 79 نزالا، فاز في 54 وتعادل في 5 وخسر في 20. فاز بالضربة القاضية في 14 نزالا.

## روابط خارجية
- دون فولمير على موقع بوكس ريك (الإنجليزية) (registration required)